# Europees kampioenschap voetbal 2012 (Groep D) Oekraïne - Frankrijk
Dit artikel gaat over de wedstrijd in de groepsfase in groep D tussen Oekraïne en Frankrijk die gespeeld werd op 15 juni 2012 tijdens het Europees kampioenschap voetbal 2012.
Het was de zestiende wedstrijd van het toernooi en werd gespeeld in het Donbas Arena in Donetsk.
Na de vijfde minuut werd de wedstrijd stilgelegd vanwege hevige regenbuien en onweer. Na bijna een uur werd om 19:00 (Nederlandse tijd) het spel hervat.

## Voorafgaand aan de wedstrijd
- Op de FIFA-wereldranglijst van mei 2012 stond Oekraïne op de 50e plaats, Frankrijk op de 16e plaats.[1]
- Frankrijk en Oekraïne speelden zeven keer eerder tegen elkaar. Frankrijk won vier keer, drie duels eindigden in een gelijkspel, Oekraïne won geen enkel duel.
- In de zeven onderlinge duels scoorde Frankrijk elf keer, Oekraïne drie keer.

## Wedstrijdgegevens

De basisopstellingen van beide landen

| Datum                | 15 juni 2012                     | 15 juni 2012                     |
| Wedstrijdnummer      | 16                               | 16                               |
| Stadion              | Donbas Arena, Donetsk            | Donbas Arena, Donetsk            |
| Toeschouwers         | 48.000                           | 48.000                           |
| Scheidsrechter       | Björn Kuipers                    | Björn Kuipers                    |
| Assistenten          | Sander van Roekel Erwin Zeinstra | Sander van Roekel Erwin Zeinstra |
| Vierde man           | Tom Harald Hagen                 | Tom Harald Hagen                 |
| Man van de wedstrijd | Karim Benzema                    | Karim Benzema                    |
|                      | Oekraïne                         | Frankrijk                        |
| Doelpunten           | 0                                | 2                                |
| Gele kaarten         | 2                                | 3                                |
| Rode kaarten         | 0                                | 0                                |
| Wissels              | 0                                | 0                                |
| Schoten op doel      | 2                                | 11                               |
| Schoten naast doel   | 7                                | 5                                |
| Overtredingen        | 7                                | 16                               |
| Hoekschoppen         | 5                                | 6                                |
| Buitenspel           | 2                                | 3                                |
| Wissels              | 3                                | 3                                |
| Balbezit (%)         | 48                               | 52                               |

| Oekraïne | 0 – 2           | Frankrijk |
| | goals (assists) | 53' Jérémy Ménez (Karim Benzema) 56' Yohan Cabaye (Karim Benzema)                                                                                          |
| Oleh Blochin | bondscoach      | Laurent Blanc |
| Andrij Pjatov Yevhen Selin Jevhen Chatsjeridi Taras Michalik Oleg Goesjev Jevhen Konopljanka Serhij Nazarenko 60' Anatoli Tymosjtsjoek Andriy Yarmolenko 68' Andrij Sjevtsjenko Andrij Voronin 46' | opstellingen    | Hugo Lloris Mathieu Debuchy Adil Rami Philippe Mexès 68' Yohan Cabaye Franck Ribéry 76' Karim Benzema Samir Nasri 73' Jérémy Ménez Alou Diarra Gaël Clichy |
| Marko Dević 46' Artem Milevsky 60' Oleksandr Aliejev 68' | wissels         | 68' Yann M'Vila 73' Marvin Martin 76' Olivier Giroud |
| Yevhen Selin 55' Anatoli Tymosjtsjoek 87' | gele kaarten    | 40' Jérémy Ménez 79' Mathieu Debuchy 81' Philippe Mexès |
| | rode kaarten    | |

## Wedstrijden
| Groepswedstrijden | | | |
| Groep A | Groep B | Groep C                                                                                               | Groep D |
| Polen - Griekenland Rusland - Tsjechië Griekenland - Tsjechië Polen - Rusland Tsjechië - Polen Griekenland - Rusland | Nederland - Denemarken Duitsland - Portugal Denemarken - Portugal Nederland - Duitsland Portugal - Nederland Denemarken - Duitsland | Spanje - Italië Ierland - Kroatië Italië - Kroatië Spanje - Ierland Kroatië - Spanje Italië - Ierland | Frankrijk - Engeland Oekraïne - Zweden Oekraïne - Frankrijk Zweden - Engeland Engeland - Oekraïne Zweden - Frankrijk |
| Kwartfinales | | | |
| Tsjechië - Portugal                                                                                                  | Duitsland - Griekenland | Spanje - Frankrijk                                                                                    | Engeland - Italië |
| Halve finales | | | |
| ‎Portugal - Spanje | ‎Portugal - Spanje | Duitsland - Italië                                                                                    | Duitsland - Italië                                                                                                   |
| Finale | | | |
| Spanje - Italië | | | |